# Грушовий Костянтин Степанович
Костянтин Степанович Грушовий (нар. 7 листопада 1906, місто Сміла Київської губернії, тепер Черкаської області, Україна — 10 лютого 1982, Москва) — український радянський партійний і військовий діяч, генерал-полковник (27.10.1967). Член Ревізійної комісії КП(б)У в 1940—1949 роках. Член ЦК КП(б)У в 1949—1952 роках. Кандидат у члени ЦК КПРС в 1966—1982 рр. Депутат Верховної Ради РРФСР 9-го скликання.

## Біографія
Народився 25 жовтня (7 листопада) 1906 року в родині бухгалтера. Трудову діяльність розпочав у 1921 році на цукровому заводі різноробочим. У червні 1921 — грудні 1922 р. — учень слюсаря цукрового заводу в місті Смілі. У 1922 році вступив до комсомолу.
У грудні 1922 — червні 1924 р. — студент металургійного технікуму в місті Кам'янському Катеринославської губернії.
У червні — грудні 1924 р. — червоноармієць 1-го Червоно-козачого полку в місті Проскурові.
У грудні 1924 — квітні 1925 р. — чорнороб цукрового заводу в місті Смілі. У квітні — вересні 1925 р. — помічник слюсаря державного винного заводу в місті Мала Виска Єлисаветградського округу.
У вересні 1925 — червні 1926 р. — завідувач агітаційно-пропагандистського відділу Пришибського районного комітету комсомолу (КСМУ) Мелітопольського округу. У червні 1926 — травні 1928 р. — секретар Чернігівського районного комітету комсомолу (КСМУ) Мелітопольського округу.
Член ВКП(б) з січня 1927 року.
У травні — жовтні 1928 р. — секретар Великолепетиського районного комітету комсомолу (ЛКСМУ) Мелітопольського округу. У жовтні 1928 — серпні 1929 р. — заступник завідувача агітаційно-пропагандистського відділу Мелітопольського окружного комітету комсомолу (ЛКСМУ). У серпні — листопаді 1929 р. — співробітник Шевченківського окружного відділу ДПУ в місті Черкасах.
У листопаді 1929 — січні 1930 р. — інструктор із професійно-технічної освіти Кам'янського металургійного заводу імені Дзержинського. У січні 1930 — квітні 1932 р. — студент Дніпропетровського металургійного інституту. У квітні — серпні 1932 р. — голова профкому Дніпропетровського металургійного інституту. У серпні 1932 — вересні 1933 р. — начальник спеціального відділу Кам'янської районної державної електростанції Дніпропетровської області. У вересні 1933 — квітні 1934 р. — студент Кам'янського вечірнього металургійного інституту. У 1934 році закінчив інститут і здобув спеціальність інженера-металурга з прокатного виробництва.
У квітні 1934 — вересні 1936 р. — інженер спеціального відділу, начальник зміни, начальник прокатного стану Кам'янського металургійного заводу імені Дзержинського. У вересні 1936 — травні 1938 р. — начальник зміни рейкобалочного цеху, начальник осебандажного цеху, начальник блюмінгу Дніпродзержинського металургійного заводу імені Дзержинського Дніпропетровської області.
У травні 1938 — лютому 1939 року — 1-й секретар Дніпродзержинського міського комітету КП(б)У Дніпропетровської області.
У січні 1939 — жовтні 1941 року — 2-й секретар Дніпропетровського обласного комітету КП(б)У. У липні — жовтні 1941 року — виконувач обов'язків 1-го секретаря Дніпропетровського обласного комітету КП(б)У.
У жовтні 1941 — січні 1942 р. — уповноважений Військової Ради Південного фронту. З січня 1942 р. — знову виконувач обов'язків 1-го секретаря Дніпропетровського обласного комітету КП(б)У. У січні — травні 1942 р. — член оперативної групи, начальник оперативної групи з транспорту Військової Ради Південного фронту.
У травні — листопаді 1942 р. — член Військової Ради 24-ї армії Південного фронту. У листопаді 1942 — січні 1943 р. — член Військової Ради Північної групи військ Закавказького фронту. У січні — березні 1943 р. — член Військової Ради Північно-Кавказького фронту. У квітні — жовтні 1943 р. — член Військової Ради 58-ї армії Північно-Кавказького фронту.
У грудні 1943 — лютому 1944 р. — член Військової Ради Волховського фронту. У лютому — листопаді 1944 р. — член Військової Ради Карельського фронту.
У 1945 р. — член Військової Ради Приморської групи військ Далекосхідного фронту. У вересні — жовтні 1945 р. — член Військової Ради 1-го Далекосхідного фронту. У жовтні 1945 — січні 1947 р. — член Військової Ради Приморського військового округу.
У січні — березні 1947 р. — в резерві ЦК КП(б)У в місті Києві.
У березні 1947 — 28 квітня 1949 року — міністр автомобільного транспорту Української РСР.
У січні 1949 — січні 1950 року — 1-й секретар Ізмаїльського обласного і міського комітетів КП(б)У.
З січня 1950 року — в розпорядженні ЦК КП(б)У.
27 березня — 4 грудня 1950 року — міністр автомобільного транспорту Української РСР.
У січні — липні 1951 р. — слухач Вищих Курсів політскладу при Військово-політичній академії імені Леніна. У липні — грудні 1951 р. — слухач підготовчих курсів, а у грудні 1951 — листопаді 1953 р. — слухач Вищої військової академії Генерального Штабу СРСР імені К. Є. Ворошилова.
У листопаді 1953 — серпні 1954 р. — член Військової Ради Московського району протиповітряної оборони (ППО). У серпні 1954 — жовтні 1957 р. — член Військової Ради Центрального (потім — Московського) округу протиповітряної оборони (ППО).
У жовтні 1957 — квітні 1958 р. — заступник з політичної роботи Головного військового радника і старший радник начальника Політуправління Національної народної армії Німецької Демократичної Республіки. У квітні — жовтні 1958 р. — у розпорядженні Головного Політичного Управління Радянської Армії і ВМФ СРСР. У жовтні 1958 — грудні 1960 р. — генеральний інспектор з партійно-політичної роботи штабу Об'єднаних збройних сил держав-учасників Варшавського Договору. У грудні 1960 — червні 1961 р. — у розпорядженні Головного Політичного Управління Радянської Армії і ВМФ СРСР.
У червні 1961 — серпні 1962 р. — старший інспектор Управління політичних органів військ ППО Головного Політичного Управління Радянської армії і ВМФ СРСР. У серпні 1962 — квітні 1963 р. — начальник інспекторської групи Управління партійних і політичних органів сухопутних військ Головного Політичного Управління Радянської армії і ВМФ СРСР. У квітні 1963 — січні 1966 р. — начальник інспекторської групи — заступник начальника Управління партійних і політичних органів сухопутних військ Головного Політичного Управління Радянської армії і ВМФ СРСР.
У січні 1966 — лютому 1982 року — член Військової ради — начальник політичного управління Московського військового округу.

## Родина
- Дружина — Фріда Іванівна Шульц (1906-1989), з поволзьких німців.

- Діти: Леонід (1934—1993), Інна (1937 р. н.).

- Внуки: Марина (1959 р. н.); Костянтин (1962 р. н.); Костянтин (1965 р. н.).

- Правнуки: Костянтин (1982 р. н.); Сергій (1983 р. н.); Кирило (1986 р. н.); Степан (1989 р. н.); Ірина (1994 р. н.); Дмитро (2001 р. н.); Катерина (2003 р. н.).

- Праправнуки: Майя (2010 р. н.); Марк (2013 р. н.); Аліса (2016 р. н.).

## Звання
- Полковий комісар (1942)
- Полковник
- Генерал-майор (02.03.1944)
- Генерал-лейтенант (18.02.1958)
- Генерал-полковник (27.10.1967)

## Нагороди
- Три ордена Леніна
- Орден Жовтневої Революції
- Орден Богдана Хмельницького 1-го ст. (29.07.1944)
- Орден Суворова 2-го ст. (8.09.1945)
- Орден Кутузова 2-го ст. (2.11.1944)
- Орден Вітчизняної війни 2-го ст. (25.10.1943)
- Орден Червоного Прапора (22.02.1944)
- Два ордена Трудового Червоного Прапора
- Два ордена Червоної Зірки (13.12.1942)
- Медалі